# Shannonomyia lentoides
Shannonomyia lentoides là một loài ruồi trong họ Limoniidae. Chúng phân bố ở vùng Tân nhiệt đới.